# Lycaena ianthe
Lycaena ianthe är en fjärilsart som beskrevs av Edwards 1871. Lycaena ianthe ingår i släktet Lycaena och familjen juvelvingar. Inga underarter finns listade i Catalogue of Life.